# Болдиревський Борис Геннадійович
Борис Геннадійович Болдиревський (рос. Болдыревский Борис Геннадьевич; 30 липня 1925, Юр'євець, РРФСР, СРСР — 9 жовтня 2002, Київ, Україна) — радянський і український актор театру і кіно. Кавалер орденів Червоної Зірки (1944) і Вітчизняної війни ІІ ступеня (1985). Член Національної спілки кінематографістів.

## Біографія
Народився 30 липня 1925 року у місті Юр'євець (нині Івановська область), РРФСР, СРСР).
Учасник Великої Вітчизняної війни.
Закінчив Школу кіноакторів при Київській кіностудії художніх фільмів у 1949 році.
У 1950—1951 рр. — актор Балахнінського драмтеатру.

У 1951—1953 рр. — актор Новгородського театру драми.

У 1953—1954 рр. — актор Саранцевського драмтеатру.

У 1954—1955 рр. — актор Архангельського обласного театру.

У 1955—1956 рр. — актор Чистяковського театру ім. Маяковського.

У 1957—1962 та з 1978 — актор студії кіноактора при Київській кіностудії ім. О. Довженка.

## Нагороди
- Орден Червоної Зірки (1944)
- Орден Вітчизняної війни ІІ ступеня (1985)

## Фільмографія
- «Третій удар» (1948, епізод)
- «Гори, моя зоре» (1957, Борис — шахтар 7-ї ділянки)
- «Круті сходи» (1957, Алексєєв)
- «Коли починається юність» (1959)
- «Іванна» (1959, полонений)
- «Королева бензоколонки» (1962, епізод)
- «Серед добрих людей» (1962, епізод)
- «Знайомтеся, Балуєв!» (1963, епізод)
- «Хто помре сьогодні» (1967, к/м, солдат)
- «Варчина земля» (1969, ведучий конкурсу пісні)
- «Ніч перед світанком» (1969, німець Ганс)
- «Гори, гори, моя зірко» (1969, епізод)
- «Серце Бонівура» (1969, епізод)
- «В'язні Бомона» (1970, староста барака)
- «Крутий обрій» (1970)
- «Жодного дня без пригод» (1971, скляр)
- «Випадкова адреса» (1972)
- «Новосілля» (1973, епізод)
- «Коли людина посміхнулась» (1973, вертолітник)
- «В бій ідуть тільки „старики“» (1973, механік Сагдуллаєва)
- «Чорний капітан» (1973, червоно-зелений)
- «Біле коло» (1974, сталевар)
- «Важкі поверхи» (1974, епізод)
- «Хвилі Чорного моря» (1975, епізод)
- «Не віддавай королеву» (1975, будівельник)
- «Там вдалині, за рікою» (1975, батько Феді, свідомий пролетар, шахтар)
- «Час — московський» (1976, епізод)
- «Право на любов» (1977, Лимар)
- «Передвіщає перемогу» (1978, епізод)
- «Женці» (1978, епізод)
- «Квартет Гварнері» (1978, епізод)
- «Наталка Полтавка» (1978, сліпий старий)
- «Оглядини» (1979, сторож)
- «Мій генерал» (1979, солдат, який воював разом з Антоном Петровичем)
- «Мужність» (1980, виконроб Михалєв)
- «„Мерседес“ втікає від погоні» (1980, механік літака)
- «Ярослав Мудрий» (1981, боярин)
- «Колесо історії» (1981, епізод)
- «Високий перевал» (1981, бригадир)
- «Три гільзи від англійського карабіна» (1983, селянин)
- «Таємниця корабельного годинника» (1983, епізод)
- «Останній доказ королів» (1983, генерал Гарлок)
- «У привидів у полоні» (1984, епізод)
- «В лісах під Ковелем» (1984, Медвєдєнко)
- «Канкан в Англійському парку» (1984, епізод)
- «Макар-слідопит» (1984, солдат)
- «Батальйони просять вогню» (1985, епізод)
- «Контрудар» (1985, Аккуратов)
- «Нас водила молодість…» (1986, стрілочник)
- «Звинувачується весілля» (1986, епізод)
- «Вісімнадцятирічні» (1987, старий обхідник)
- «Виконати будь-яку правду» (1987, епізод)
- «Івін А.» (1990, офіцер)
- «Записки божевільного» (1990, фільм-вистава, чиновник)
- «Відьма» (1990, епізод)
- «Війна на західному напрямку» (1990, епізод)
- «Пам'ятай»/ «Ізгой» (1991, актор другого плану)
- «Ну ти і відьма…» (1992)[2]
- «Вперед, за скарбами гетьмана!» (1993, актор другого плану)
- «Пастка» (1993, селянин)
- «В пошуках мільйонерші» (1993) тощо.